# Voetbal Inside
Voetbal Inside (voorheen Voetbal Insite, RTL Voetbal Insite en Voetbal International, kortweg VI) was een praatprogramma op RTL 7 dat werd uitgezonden tussen 2001 en 2018. Het programma onderscheidde zich van andere voetbalprogramma's door de ongezouten meningen en grappen. VI werd vooral een succes door de chemie tussen presentator Wilfred Genee en vaste sidekicks Johan Derksen en René van der Gijp.
In 2011 ontving het programma de Gouden Televizier-Ring en in 2017 won Genee de Zilveren Televizier-Ster voor beste presentator.
Op 7 mei 2018 werd de laatste Voetbal Inside uitgezonden, omdat de heren de overstap maakten naar Veronica. Hier zetten ze hetzelfde programma voort onder de naam Veronica Inside. Ondanks het vertrek werkte RTL achter de schermen aan een opvolger van de voetbaltalkshow. Dit resulteerde in de start van VTBL.

## Geschiedenis

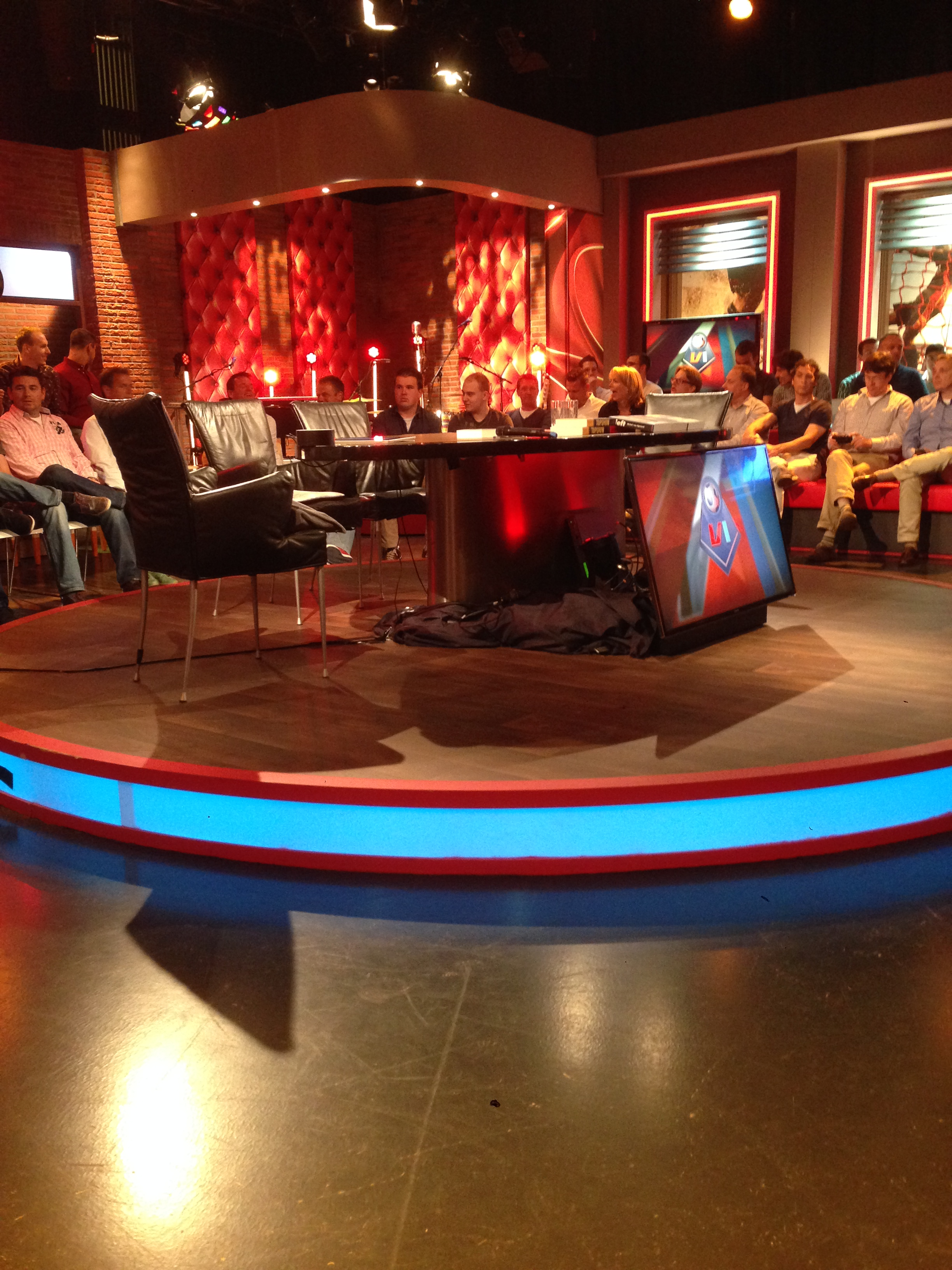
Oude studio Voetbal International

### Voetbal Insite (2001-2007)
Het programma begon op 5 oktober 2001 als Voetbal Insite en komt voort uit het televisieprogramma Sport aan tafel, een discussieprogramma over sport in het algemeen gepresenteerd door Ruud ter Weijden. De vaste discussiegast van het programma was Johan Derksen. Hierdoor werd er in het programma veel over voetbal gesproken. Na een meningsverschil tussen HMG en Endemol maakte het programma een doorstart onder de naam Sunday United. Een kort geding aangespannen door Endemol zorgde ervoor dat Sunday United alweer snel van de buis verdween. Dit resulteerde in de start van Voetbal Insite (kortweg VI). De presentatie lag korte tijd in handen van Ter Weijden, maar al snel werd hij vervangen door Wilfred Genee. Dat kwam omdat het programma van producent wisselde. In wisselende samenstelling waren ook onder anderen Willem van Hanegem, René van der Gijp, Hans Kraay sr., Wim Kieft en Piet de Visser te gast. Aanvankelijk werd het programma op vrijdagavond uitgezonden, maar vanaf 2002 op maandagavond.
In 2005 vertrok Genee naar de nieuwe televisiezender Talpa. Sportjournaliste Barbara Barend werd door Derksen gevraagd om het presentatiestokje over te nemen. Op 18 augustus 2007 viel het doek voor Talpa, dat inmiddels Tien heette. Tien werd in zijn geheel overgenomen door RTL Nederland. De overname betekende ook dat Genee terugkeerde bij het programma. Barend bleef achter de schermen betrokken bij het programma.

### RTL Voetbal Insite (2007-2008)
Door de overname kreeg RTL ook de uitzendrechten van het Eredivisie voetbal. Hierdoor werd de opzet van het programma aangepast. Ten eerste werd de naam gewijzigd in RTL Voetbal Insite en kreeg het programma een nieuw decor. Naast Genee en Derksen kreeg ook Van Hanegem een vaste aanstelling aan tafel. Op 18 mei 2008 werd de laatste aflevering van het seizoen gemaakt. Al snel kwamen er geruchten op gang dat het programma zou stoppen, mede omdat RTL de rechten voor het uitzenden van samenvattingen van Eredivisiewedstrijden was kwijtgeraakt aan de NOS. Op 28 augustus 2008 werd officieel bevestigd dat het programma niet verder zou gaan.

### Voetbal International (2008-2015)
Op 29 september 2008 keerde het programma toch terug in afgeslankte vorm. De naam werd gewijzigd in Voetbal International, omdat het weekblad de hoofdsponsor van het programma werd. Er was geen publiek meer in de studio aanwezig en de opnames werden gedraaid in de studio van RTL Boulevard. Genee en Derksen bleven de vaste VI-gezichten van het programma. Ook Van der Gijp kreeg een vaste aanstelling aan tafel. Van Hanegem mocht niet meer aanschuiven, omdat hij een exclusief contract had getekend bij Sport1. Naast de hoofdrolspelers van het programma schoven onder anderen Hans Kraay jr., Jan Boskamp, Emile Schelvis en Kieft afwisselend aan. In 2009 kreeg het programma weer een eigen studio. Verder ging het programma ook op vrijdagavond uitzenden. Daarnaast kreeg het muzikale ondersteuning van de huisband Danny Vera & ordinary men. In de zomer van 2010 begon RTL aan een spin-off van het programma. In VI Oranje discussiëren de vaste VI-gezichten Genee, Derksen en Van der Gijp over het Wereldkampioenschap voetbal in Zuid-Afrika. De kijkcijfers van het eerste seizoen groeiden gedurende het toernooi van 300.000 naar ongeveer 900.000 kijkers per aflevering. Het succes van het programma was mede te danken aan het feit dat het Nederlands Elftal de finale haalde.
Op 3 september 2011, net na het grote succes van VI Oranje, werd bekend dat Van der Gijp tijdelijk ging stoppen met het programma vanwege een burn-out. In datzelfde jaar ontving het programma de Gouden Televizier-Ring. Op 16 januari 2012 keerde Van der Gijp weer als vanouds terug bij het programma.

### Voetbal Inside (2015-2018)
In januari 2015 werd bekend dat de samenwerking tussen het voetbalblad en het programma vanaf seizoen 2015-2016 zou worden verbroken. Het tv-programma en het gelijknamige blad lagen in de clinch, omdat de heren te platvloers zouden zijn geworden. Derksen trad terug als hoofdredacteur van het blad en stopte ook per direct met zijn vaste column. RTL 7-baas Marco Louwerens liet weten dat RTL aan een eigen voetbalplatform werkt. Het was de bedoeling dat de naam Voetbal Insite weer zou terugkeren. De programmadirecteur legde echter de verkeerde naam vast. Hierdoor ging het programma vanaf 10 augustus 2015 verder onder de naam Voetbal Inside.
Het programma keerde terug met een nieuw decor, nieuwe rubrieken én een nieuwe vormgeving. Tevens kreeg Voetbal Inside een eigen website en een app met daarop het laatste voetbalnieuws en fragmenten van de uitzendingen. Daarnaast werd het team versterkt met Valentijn Driessen en Gertjan Verbeek als vaste gasten.
Op 17 oktober 2016 vierden de heren hun 15-jarig jubileum. In deze uitzending waren onder anderen Peter R. de Vries, Roelof Luinge en Henk de Haan te gast. Tevens kregen de mannen van VI een tegel voor op de RTL Walk Of Fame. In oktober 2017 won Genee de Zilveren Ster voor beste presentator op het Gouden Televizier-Ring Gala, mede door de uitvoerige campagne van Derksen tijdens de uitzendingen. Genee droeg uiteindelijk de prijs op aan de enorme schare trouwe fans van het programma.
Eind maart 2018 lekte uit dat John de Mol jr. de heren een vierjarig contract had aangeboden om een soortgelijk programma voort te zetten op Veronica. De contracten werden eind mei 2018 ondertekend. Het programma ging door als Veronica Inside en het format bleef hetzelfde als Voetbal Inside. Op 7 mei 2018 werd de laatste reguliere uitzending van het seizoen 2017/2018 uitgezonden. Daarna volgde nog wel VI Oranje Blijft Thuis. Voor Genee, Derksen en Van der Gijp werd dit hun laatste show voor RTL. Ondertussen werkte de zender achter de schermen aan een opvolger van de voetbaltalkshow. Dit resulteerde in de start van VTBL. De presentatie kwam in handen van Humberto Tan, met Theo Janssen als vaste analist. Dit programma ging op 20 januari 2019 van start. Op 19 mei 2019 kwam dit programma alweer ten einde.